# Niedorp
Niedorp és un municipi de la província d'Holanda del Nord, en la regió de Frísia Occidental, al centre-oest dels Països Baixos. L'1 de gener de 2009 tenia 12.133 habitants repartits per una superfície de 62,99 km² (dels quals 1,45 km² corresponen a aigua). Limita al nord amb Anna Paulowna i Wieringermeer, a l'oest amb Schagen, a l'est amb Opmeer i al sud amb Harenkarspel i Heerhugowaard.

## Centres de població
Barsingerhorn, Haringhuizen, Kolhorn, Lutjewinkel, Nieuwe Niedorp, Oude Niedorp, 't Veld, Winkel, Zijdewind.

## Ajuntament
El consistori està format per 15 regidors:
- PvdA 5 regidors
- VVD 4 regidors
- CDA 3 regidors
- Algemeen Belang, 3 regidors